# Jikkyō Powerful Pro Yakyū 10
Jikkyō Powerful Pro Yakyū 10 (実況パワフルプロ野球10?) es un videojuego de béisbol para PlayStation 2 y Nintendo GameCube publicado por Konami en julio de 2003, exclusivamente en Japón. Es el décimo juego de la serie Jikkyō Powerful Pro Yakyū, el cuarto para la consola de Sony y el segundo para la de Nintendo.
- Datos: Q11452771